# Capavenir-Vosges
Capavenir-Vosges é uma comuna francesa na região administrativa do Grande Leste, no departamento de Vosges. Estende-se por uma área de 28.37 km². Em 2010 a comuna tinha 8 975 habitantes (densidade: 316,4 hab./km²).
Foi criada em 1 de janeiro de 2016, após a fusão das antigas comunas Thaon-les-Vosges, Girmont e Oncourt.